# Seznam slovenských hráčů v NHL v sezóně 1986/1987
Seznam slovenských hráčů v NHL v sezóně 1986/1987 uvádí slovenské hokejisty, kteří v této sezóně hráli za některý tým v kanadsko-americké NHL.

| Tým                 | Věk | Hráč             | Post | Počet zápasů ZČ | Branky ZČ | Asistence ZČ | Body ZČ | Počet zápasů v play off | Branky v play off | Asistence v play off | Body v play off |
| ------------------- | --- | ---------------- | ---- | --------------- | --------- | ------------ | ------- | ----------------------- | ----------------- | -------------------- | --------------- |
| Quebec Nordiques    | 30  | Peter Šťastný    | F    | 64              | 24        | 53           | 77      | 13                      | 6                 | 9                    | 15              |
| Quebec Nordiques    | 27  | Anton Šťastný    | F    | 77              | 27        | 35           | 62      | 13                      | 3                 | 8                    | 11              |
| Toronto Maple Leafs | 29  | Peter Ihnačák    | F    | 58              | 12        | 27           | 39      | 13                      | 2                 | 4                    | 6               |
| Toronto Maple Leafs | 24  | Miroslav Ihnačák | F    | 34              | 6         | 5            | 11      | 1                       | 0                 | 0                    | 0               |

- F = Útočník